# Giovanni Leoni
Giovanni Leoni (* 21. prosince 2006) je italský profesionální fotbalista, který hraje na pozici středního obránce za anglický klub Liverpool FC.

## Klubová kariéra

### Počátky kariéry
Leoni se narodil v Římě a v pěti letech se přestěhoval do Padovy. Fotbal začal hrát ve Vigontině, než přestoupil do Cittadelly a později do Padovy. Svůj debut v seniorském a profesionálním fotbale za Padovu si odbyl 19. března 2023 jako pozdní náhradník v zápase Serie C, ve kterém vyhráli 3:2 nad AlbinoLeffe ve věku 16 let a 3 měsíců, což z něj činilo nejmladšího profesionálního fotbalistu v Itálii v této sezóně. Dne 1. února 2024 odešel na hostování do Sampdorie až do června 2026 s právem na koupi za 1,5 milionu eur. Dne 25. června 2024 podepsal se Sampdorií tříletou smlouvu.
Dne 27. srpna 2024 Leoni přestoupil do Parmy v Serii A.

### Liverpool
Dne 15. srpna 2025 Leoni přestoupil do klubu Liverpool FC v Premier League za údajnou částku 26 milionů liber.

## Reprezentační kariéra
Leoni je mládežnický reprezentant Itálie. V březnu 2024 byl povolán do reprezentace Itálie do 17 let.

## Statistiky

### Klubové
Platí k zápasu hranému 24. května 2025.
| Klub                  | Sezóna            | Liga              | Liga   | Liga | Národní pohár | Národní pohár | Ligový pohár | Ligový pohár | Kontinentální | Kontinentální | Ostatní | Ostatní | Celkově | Celkově |
| Klub                  | Sezóna            | Soutěž            | Zápasy | Góly | Zápasy        | Góly          | Zápasy       | Góly         | Zápasy        | Góly          | Zápasy  | Góly    | Zápasy  | Góly    |
| --------------------- | ----------------- | ----------------- | ------ | ---- | ------------- | ------------- | ------------ | ------------ | ------------- | ------------- | ------- | ------- | ------- | ------- |
| Padova                | 2022/23           | Serie C           | 1      | 0    | —             | —             | —            | —            | —             | —             | —       | —       | 1       | 0       |
| Padova                | 2023/24           | Serie C           | 0      | 0    | 3             | 0             | —            | —            | —             | —             | —       | —       | 3       | 0       |
| Padova                | Celkově           | Celkově           | 1      | 0    | 3             | 0             | —            | —            | —             | —             | —       | —       | 4       | 0       |
| Sampdoria (hostování) | 2023/24           | Serie B           | 12     | 1    | —             | —             | —            | —            | —             | —             | 0       | 0       | 12      | 1       |
| Parma                 | 2024/25           | Serie A           | 17     | 1    | —             | —             | —            | —            | —             | —             | —       | —       | 17      | 1       |
| Liverpool             | 2025/26           | Premier League    | 0      | 0    | 0             | 0             | 0            | 0            | 0             | 0             | —       | —       | 0       | 0       |
| Celkově v kariéře     | Celkově v kariéře | Celkově v kariéře | 30     | 2    | 3             | 0             | 0            | 0            | 0             | 0             | 0       | 0       | 33      | 2       |